# Salouël
Salouël település Franciaországban, Somme megyében. Lakosainak száma 4188 fő (2022. január 1.). Salouël Amiens, Dury, Pont-de-Metz és Saleux községekkel határos.

## Népesség
A település népessége az elmúlt években az alábbi módon változott:
| Lakosok száma | 4005 | 4033 | 4120 | 3979 | 3921 | 3918 | 4011 | 4099 | 4188 |
|               | 2013 | 2015 | 2016 | 2017 | 2018 | 2019 | 2020 | 2021 | 2022 |